# Le Loir-et-Cher
Cet article concerne la chanson. Pour le département, voir Loir-et-Cher.
Singles de Michel Delpech
Fais un bébé
(1977) C'est ta chanson
(1978)
Le Loir-et-Cher est une chanson française de 1977 interprétée par Michel Delpech. Inspirée des souvenirs d'enfance du chanteur, cette chanson à la fois rock et « champêtre » constitue le dernier grand succès de sa carrière.

## Histoire
En 1977, Michel Delpech décide de changer de répertoire et de style musical en adoptant un son un peu plus rock. Pour les paroles du Loir-et-Cher, il s'inspire de ses souvenirs d'enfance et particulièrement des vacances qu'il passait dans sa famille à La Ferté-Saint-Cyr et à Dhuizon dans le Loir-et-Cher,. 
Pour Michel Delpech, le succès de sa chanson est dû au « retour du fils prodigue. [...] En même temps que la fable du Rat des villes et du Rat des champs. Ce type de chanson doit avoir quelque chose de fondamental qui puisse faire écho en chacun d'entre nous. Le Loir-et-Cher, cela évoque véritablement le fin fond de la France. Finalement, chaque département s'y est retrouvé ! ».

## Classements
| Classement (1977) | Meilleure place |
| ----------------- | --------------- |
| France (IFOP)     | 5               |

| Classement (1977) | Meilleure place |
| ----------------- | --------------- |
| France (IFOP)     | 32              |